# Liste der Naturdenkmale in Wohratal
Die Liste der Naturdenkmale in Wohratal nennt die im Gebiet der Gemeinde Wohratal im Landkreis Marburg-Biedenkopf in Hessen gelegenen Naturdenkmale.
| Bild | Bezeichnung                                 | Ortsteil, Lage                             | Beschreibung | Art        | Nr. |
| ---- | ------------------------------------------- | ------------------------------------------ | --- | ---------- | --- |
| BW   | Sommerlinde                                 | Halsdorf 50° 54′ 56,2″ N, 8° 56′ 52,2″ O   | Etwa 250 Jahre alter, 20 m hoher Baum mit 2,56 m Umfang in einem Vorgarten, Hauptstraße/Mühlbergstraße in westlicher Richtung. Missbraucht als Plakatsäule.                                                    | Einzelbaum |     |
| BW   | 1. Heidefläche Langendorf                   | Langendorf 50° 57′ 0,2″ N, 8° 55′ 15,6″ O  | Heidefläche mit Besenheide, Wacholder, Schlehdorn, Wildrasen. 5 Teilflächen, Weideprojekt Wacholderheide Langendorf.                                                                                           |            |     |
| BW   | 2. Heidefläche Langendorf                   | Langendorf 50° 56′ 53,6″ N, 8° 54′ 58″ O   | Heidefläche mit Besenheide, Trockenrasen, Wacholder. Hanglenick mit Trockenrasen und Kiefern. |            |     |
| BW   | 3. Wald-/Heidefläche bei Langendorf         | Langendorf 50° 57′ 5,3″ N, 8° 54′ 54″ O    | In von Kiefern dominierten Wald übergehende ehemalige Heideflächen. |            | 280 |
| BW   | Hanggelände mit Trockenrasen bei Langendorf | Langendorf 50° 56′ 46,7″ N, 8° 55′ 13,1″ O | Trockenrasen mit Besenheide, Wacholder und Kiefern - Schmetterlingsbiotop. |            |     |
| BW   | Esche an der Langendorfer Mühle             | Langendorf 50° 56′ 24,3″ N, 8° 56′ 18,8″ O | Landschaftsprägender etwa 150 Jahre alter, 22 m hoher Baum mit 3,65 m Umfang an der Brücke zur Mühle auf der Wiese am Bach in der Nähe einer Bushaltestelle. Wegen Brückenschäden wurde die Fällung beantragt. | Einzelbaum |     |
| BW   | 3 Linden Halsdorf                           | Halsdorf 50° 55′ 4,2″ N, 8° 57′ 2,6″ O     | Ortsbildprägende Baumgruppe auf einem Kinderspielplatz mit Rasen. | Baumgruppe |     |

## Belege
1. ↑  
Naturdenkmale in Hessen. (pdf; 405 kB) Anlage zu Kleine Anfrage der Abg. Ursula Hammann (BÜNDNIS 90/DIE GRÜNEN) vom 15.04.2011 betreffend Biotopverbund Teil 2 und Antwort der Ministerin für Umwelt, Energie, Landwirtschaft und Verbraucherschutz. Hessischer Landtag, 22. Juni 2011, S. 90–102, abgerufen am 4. Februar 2016.
2. ↑  Weideprojekt Wacholderheide Langendorf, abgerufen am 13. April 2023.

- Karte mit allen Koordinaten:
- OSM |
- WikiMap